# Fortissimus 2009
Fortissimus – doroczne, indywidualne zawody siłaczy.
Data: 27, 28 czerwca 2009 r.

Miejsce: Montmagny, prowincja Quebec  Kanada

WYNIKI ZAWODÓW:
| Miejsce | Zawodnik            | Kraj              | Punkty |
| ------- | ------------------- | ----------------- | ------ |
| 1.      | Žydrūnas Savickas   | Litwa             | 124,5  |
| 2.      | Derek Poundstone    | Stany Zjednoczone | 118    |
| 3.      | Brian Shaw          | Stany Zjednoczone | 106,5  |
| 4.      | Travis Ortmayer     | Stany Zjednoczone | 94     |
| 5.      | Michaił Koklajew    | Rosja             | 87     |
| 6.      | Phil Pfister        | Stany Zjednoczone | 82     |
| 7.      | Andrus Murumets     | Estonia           | 74     |
| 8.      | Louis-Philippe Jean | Kanada            | 73,5   |
| 9.      | Terry Hollands      | Anglia            | 55,5   |
| 10.     | Mark Felix          | Anglia            | 54     |
| 11.     | Christian Savoie    | Kanada            | 49     |
| 12.     | Agris Kazeļņiks     | Łotwa             | 47     |
| 13.     | Jimmy Marku         | Anglia            | 32     |
| 14.     | Derek Boyer         | Australia         | 24     |